# Li Xiaoxue
Li Xiaoxue (* 11. Januar 1980) ist eine ehemalige chinesische Leichtathletin, die sich auf den Hammerwurf spezialisiert hat.

## Sportliche Laufbahn
Der einzige internationale Erfolg von Li Xiaoxue war der Sieg bei den Asienmeisterschaften im Jahr 2000, als sie den Hammer auf eine Weite von 59,02 m beförderte. Sie setzte ihre sportliche Laufbahn bis ins Jahr 2006 fort, wo sie im Alter von 25 Jahren in Peking ihren letzten Wettkampf bestritt.